# Xanthophenax shawi
Xanthophenax shawi är en stekelart som först beskrevs av Cameron 1904.  Xanthophenax shawi ingår i släktet Xanthophenax och familjen brokparasitsteklar. Inga underarter finns listade i Catalogue of Life.